# Harriet Quimby

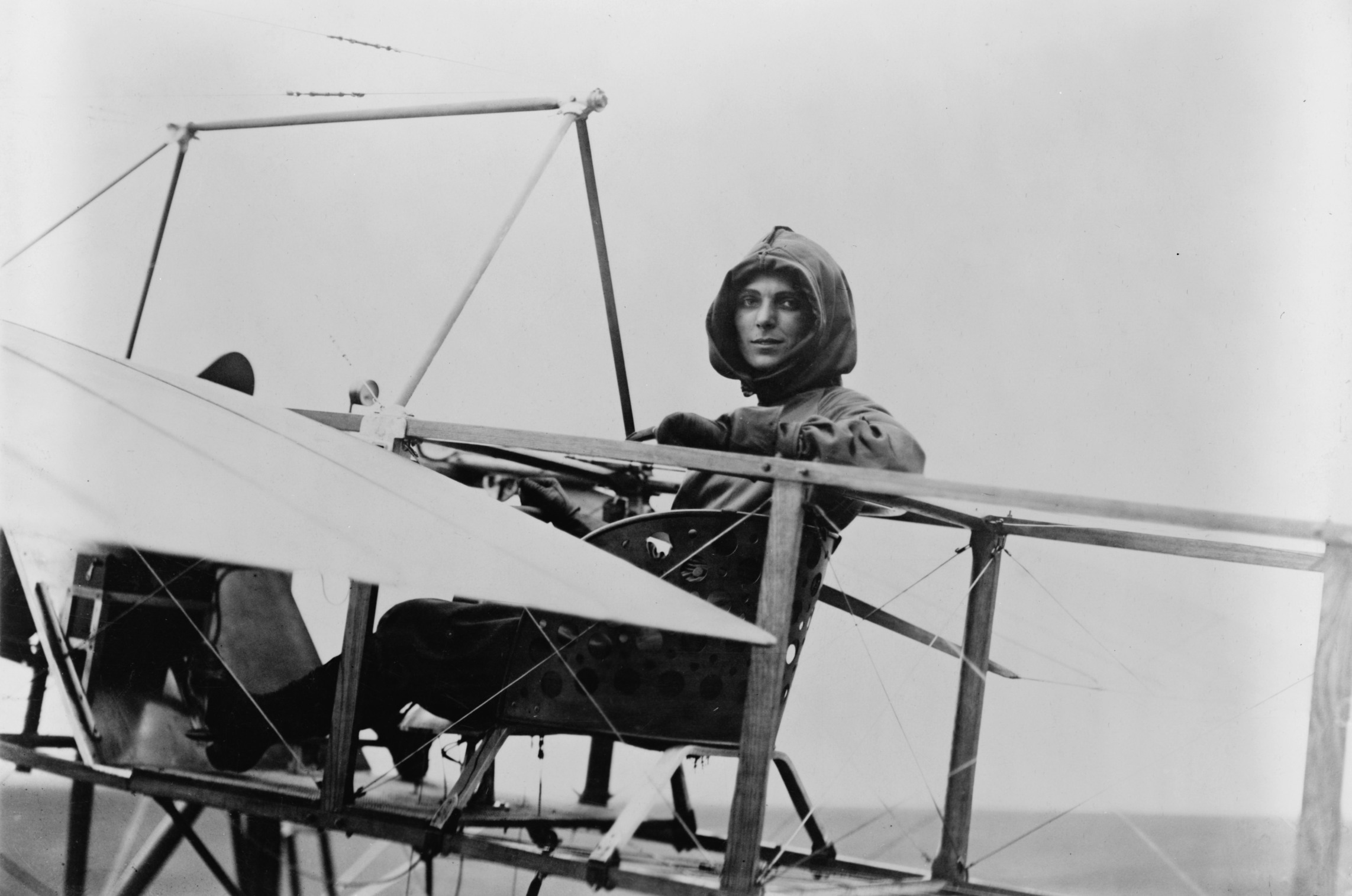
Harriet Quimby en 1911, con el monoplano Moisant en el que aprendió a volar.

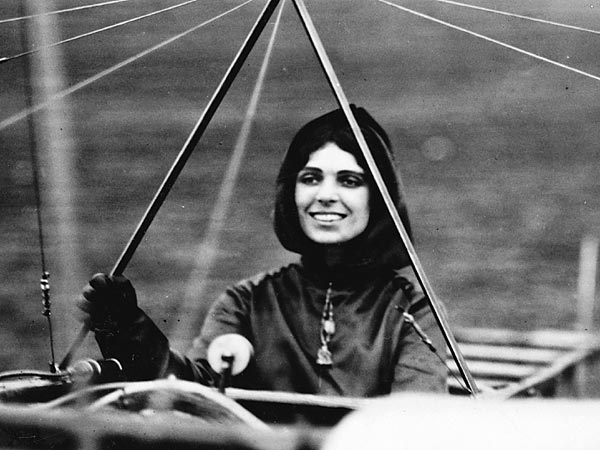
Harriet Quimby en su monoplano Blériot XI fabricado por Blériot.

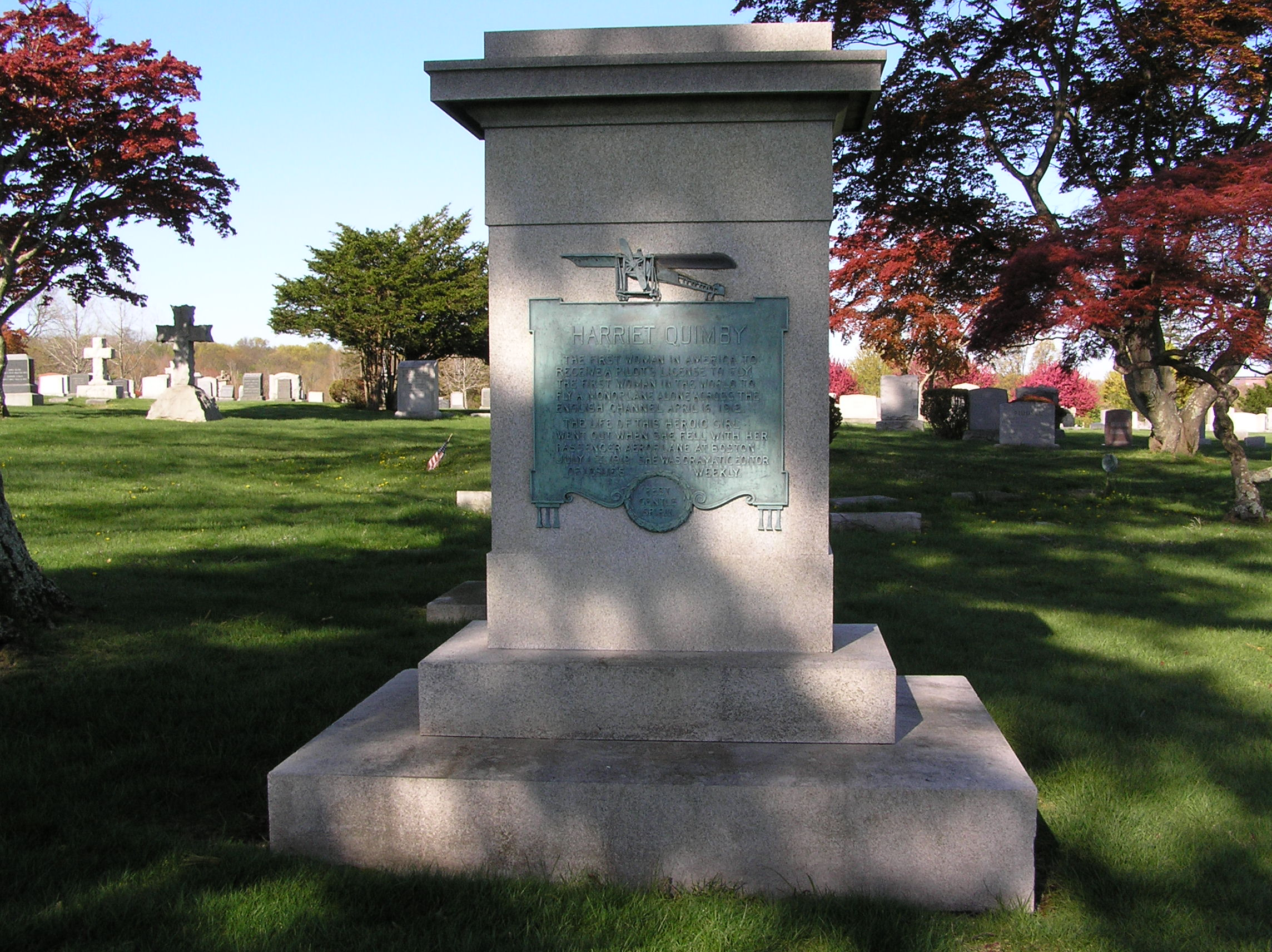
Monumento a Harriet Quimby.

Harriet Quimby (11 de mayo de 1875 - 1 de julio de 1912) fue una aviadora pionera, periodista y guionista de cine estadounidense. En 1911, le fue otorgado un certificado de piloto de los EE. UU. por el Aero Club of America, convirtiéndose en la primera mujer en obtener una licencia de piloto en los Estados Unidos. En 1912, se convirtió en la primera mujer en volar a través del Canal de la Mancha. A pesar de que Quimby vivió sólo treinta y siete años, tuvo una gran influencia sobre el papel de la mujer en la naciente aviación.

## Primeros años
Nació el 11 de mayo de 1875 en el municipio de Arcadia, condado de Manistee, Michigan. Después, su familia se trasladó a San Francisco en los primeros años del siglo XX, se convirtió en periodista. Su vida profesional comenzó en 1902 cuando comenzó a escribir para el San Francisco Dramatic Review y también contribuyó a las ediciones dominicales del San Francisco Chronicle y el San Francisco Call. Se mudó a Manhattan, Nueva York en 1903 para trabajar como crítica teatral para la Leslie's Illustrated Weekly, donde publicó más de doscientos cincuenta artículos en nueve años. Quimby continuó escribiendo para Leslie's incluso cuando empezó con las exhibiciones aéreas, contando sus aventuras en sus artículos. Totalmente comprometida con su nueva pasión, la periodista y aviadora promovió con entusiasmo el potencial de la aviación comercial y promocionó el vuelo como un deporte ideal para las mujeres.
Quimby se interesó en la aviación en 1910, cuando asistió al Torneo Internacional de Aviación en Belmont Park en Elmont, Nueva York. Allí conoció a John Moisant, un conocido aviador e instructor en una escuela de vuelo, y a su hermana Matilde.
El 1 de agosto de 1911, pasó el examen final de piloto y se convirtió en la primera mujer de Estados Unidos en obtener un certificado de piloto del Aero Club of America. Matilde Moisant pronto la siguió y se convirtió en la segunda.

## Aviación
Tras obtener su licencia, la "Dresden China Aviatrix" o "China Doll" como la llamaba la prensa por su pequeña estatura y piel muy blanca, empezó a rentabilizarla de inmediato. Los pilotos podían ganar hasta 1000 dólares por exhibición, y el dinero de un premio en una carrera podía llegar a los 10.000 o más. Quimby se unió a la Moisant International Aviators, un equipo de exhibición, e hizo su debut profesional, ganando 1.500 dólares, con un vuelo nocturno sobre Staten Island ante una multitud de casi 20.000 espectadores.
Como una de las pocas pilotos femeninas del país, Quimby resaltaba su feminidad usando en entrenamientos y exhibiciones pantalones embutidos en botas, capuchas para no despeinarse y luciendo pulseras sobre los guantes, atrayendo la expectación de las multitudes a sus encuentros y carreras por sobre sus compañeros de equipo varones.

## Hollywood
En 1911 Quimby fue autora de siete guiones o sketchs que se filmaron en el cine mudo por los estudios Biograph. Los siete fueron dirigidos por el director D. W. Griffith. Las estrellas en las películas incluyeron a Florence La Badie, Wilfred Lucas, y Blanche Sweet. Quimby tuvo un pequeño papel actuando en una de las películas.

## Vin Fiz
La empresa Vin Fiz, una división de la planta de Armour Meat Packing de Chicago, contrató a Harriet como la portavoz de la nueva soda de uva Vin Fiz, tras la muerte de Galbraith Perry Rodgers en abril de 1912. Ella en su uniforme distintivo de aviadora púrpura adornó numerosos carteles, folletos y tarjetas publicitarias del producto.

## Canal de la Mancha
El 16 de abril de 1912, Quimby despegó de Dover, Inglaterra, de camino a Calais, Francia e hizo el vuelo en 59 minutos, aterrizando casi a 25 millas (40 km) de Calais en una playa de Neufchâtel-Hardelot, Paso de Calais. Se había convertido en la primera mujer en pilotar un avión a través del Canal de la Mancha.
Su logro recibió poca atención de los medios ya que el hundimiento del RMS Titanic se hizo público el 15 de abril (el día anterior) copando el interés público y todos los diarios se llenaron con dicha noticia.

## Muerte
El 1 de julio de 1912 Quimby voló en la tercera edición del encuentro anual de la aviación en Squantum, Massachusetts. A pesar de que había obtenido su certificado ACA que le permitía participar en los eventos de la ACA, la reunión de Boston fue un concurso donde no estuvo autorizada. Quimby voló de Boston Light a Boston Harbor a unos 3.000 pies, y luego regresó y dio la vuelta al aeródromo. William Willard, el organizador del evento, volaba como pasajero con ella en su flamante monoplano Blériot de dos asientos. A una altitud de 1.500 pies (460 m) la aeronave cayó hacia delante inesperadamente por razones aún desconocidas. Tanto Willard como Quimby fueron expulsados de sus asientos, perdiendo la vida, mientras que el avión "se deslizó hacia abajo y se precipitó en el barro".
Harriet Quimby recibió sepultura en el Cementerio Woodlawn en Bronx, Nueva York. Al año siguiente, sus restos fueron trasladados al Cementerio Kensico en Valhalla, Nueva York.

## Selección en la cobertura delThe New York Times
- The New York Times, 11 de mayo de 1911, página 6, "Woman in trousers daring aviator; Long Island folk discover that miss Harriet Quimby is making flights at Garden City"
- The New York Times, 2 de agosto de 1911, página 7, "Miss Quimby wins air pilot license"
- The New York Times, 5 de septiembre de 1911, página 5, "Girl flies by night at Richmond fair; Harriet Quimby darts about in the moonshine above an admiring crowd"
- The New York Times, 18 de septiembre de 1911, página 9, "Women aviators to race; the Misses Moisant, Quimby, Scott, and Dutrieu at Nassau meet"
- The New York Times, 28 de septiembre de 1911, página 2, "Miss Quimby's flight"
- The New York Times, 17 de abril de 1912, página 15, "Quimby flies English Channel"
- The New York Times, 21 de junio de 1912, página 14, "Woman to fly with mail; Miss Quimby Plans Air Trip from Boston to New York"
- The New York Times, 2 de julio de 1912, página 1, "Miss Quimby dies in airship fall"
- The New York Times, 3 de julio de 1912, página 7, "Quimby tragedy unexplained"
- The New York Times, 4 de julio de 1912, página 7, "Services for Harriet Quimby to-night"
- The New York Times, 5 de julio de 1912, página 13, "Eulogizes Harriet Quimby"
- The New York Times, 7 de julio de 1912, magazine, "When aviation becomes not only dangerous but foolhardy"